# Hanef Bhamjee
Mohamed Hanef Bhamjee, né en 1946 à Marikana en Afrique du Sud et mort le 8 janvier 2022, connu sous le nom de Hanef ou Hanif Bhamjee, est un militant et organisateur britanno-sud-africain du mouvement anti-apartheid, secrétaire du mouvement anti-apartheid du Pays de Galles de 1981 à 1994.

## Biographie
Bhamjee naît à Marikana en Afrique du Sud en 1946. Il passe sa jeunesse à Pietermaritzburg. Il est impliqué dans l'organisation de jeunesse du Congrès national africain en Afrique du Sud. Il part pour le Royaume-Uni en 1965, à l'âge de 18 ans, pour échapper aux persécutions liées à l'apartheid. Il arrive au Pays de Galles en 1972, où des groupes de militants anti-apartheid sont déjà actifs, en particulier à Cardiff, Newport et Swansea. 
Le Mouvement anti-apartheid du Pays de Galles (WAAM) est officiellement fondé en 1981 et Bhamjee en est le secrétaire jusqu'à sa dissolution en 1994.  Il parvient à faire du mouvement un réseau de 22 collectifs à travers le Pays de Galles. La maison de Bhamjee, à Cardiff, sert de bureau pour le mouvement au Pays de Galles jusqu'à l'abolition de l'apartheid, bien qu'il soit victime d'attaques : sa voiture est endommagée et Bhamjee lui-même est battu par des voyous. Le réseau organise des manifestations de plusieurs centaines de personnes de façon quasi-spontanée, pour protester notamment contre la tournée de l'équipe de rugby sud-africaine. 
Les actifs du WAAM sont transférés à l'association Action for Southern Africa Wales (ACTSA). Bhamjee en devient secrétaire, en même temps que de la Wales Anti-Racist Alliance. 
Il reçoit l'Ordre de l'Empire britannique en 2003, en récompense de « ses services aux relations raciales, au mouvement anti-apartheid du Pays de Galles et au secteur caritatif et bénévole ». En 2009, Bhamjee retourne en Afrique du Sud pour recevoir le prix Mahatma Gandhi pour la réconciliation et la paix. 
En 2013, Bhamjee est chargé de l'écriture d'un livre sur le rôle du Pays de Galles dans la lutte contre l'apartheid. Finalement, le livre WAAM : A History of the Wales Anti-Apartheid Movement est publié en 2015 par Seren Books.
Bhamjee travaille comme avocat à Cardiff. Il meurt le 8 janvier 2022,. Plusieurs personnalités politiques lui rendent hommage.